# Edith Knudsen
Edith Knudsen (3 febbraio 1916 – ...) è stata una schermitrice danese, vincitrice di una medaglia d'argento ed una di bronzo ai campionati mondiali di scherma.